# Дєєва Надія Миколаївна
Надія Миколаївна Дєєва (нар. 22 жовтня 1951, с. Тишківка, Новомиргородський район, Кіровоградська область) — українська політик, економіст,державна службовиця I рангу.

## Освіта
У 1972 р. закінчила Київський інститут народного господарства за спеціальністю «Статистика», кваліфікація — «економіст». У 2003 р. закінчила Дніпропетровський регіональний інститут державного управління Української академії державного управління при Президентові України — «Магістр державного управління».
З 2002 р. є кандидатом економічних наук, з 2005 р. — доцентом, Заслуженим економістом України.

## Кар'єра
Трудовий шлях розпочала у Дніпропетровському обласному статистичному управлінні Центрального статистичного управління УРСР. З 1975 по 1982 рік працювала економістом, старшим інженером-економістом, старшим майстром виробничої дільниці, начальницею планово-виробничого відділу тютюнової фабрики м. Дніпропетровська. З 1982 року по 1986 рік — начальником планово-виробничого відділу філії інституту «Укрсільгосптехпроект» у Дніпропетровську. З 1995 по 1999 працювала начальником Дніпропетровського обласного фінансового управління, а з 1999 по 2002 — начальником Головного фінансового управління Дніпропетровської обласної державної адміністрації. З 2002 по 2005 рік була заступником голови Дніпропетровської обласної державної адміністрації, а з листопада 2005 року по вересень 2007 року обіймала посаду голови Дніпропетровської обласної державної адміністрації. 26 грудня 2007 року Розпорядженням Кабінету Міністрів України призначена заступником Міністра оборони України. Звільнена 11 березня 2009 року власним бажанням.
Депутат Дніпропетровської обласної ради IV та V скликань.

## Нагороди
- Орденом княгині Ольги III (жовтень 2006)[6], II ступенів (березень 2009)[7]
- Почесною грамотою Кабінету Міністрів України (червень 2003)[8]
- Лауреат Всеукраїнської премії «Жінка ІІІ тисячоліття» в номінації «Знакова постать» (2006).

## Сім'я
Одружена. Має двох синів.